# Kloster Chrysoskalitissa

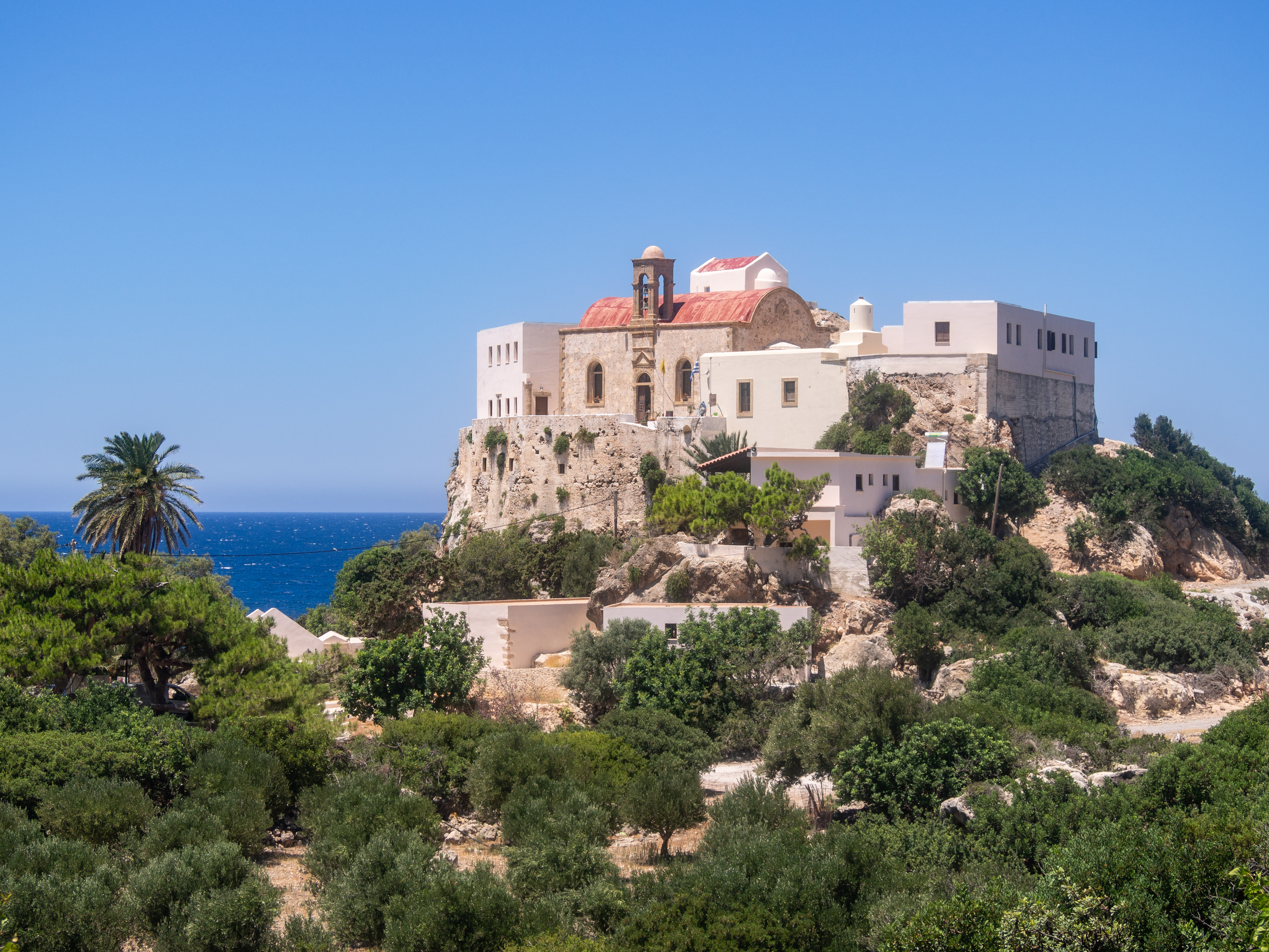
Kloster Chrysoskalitissa

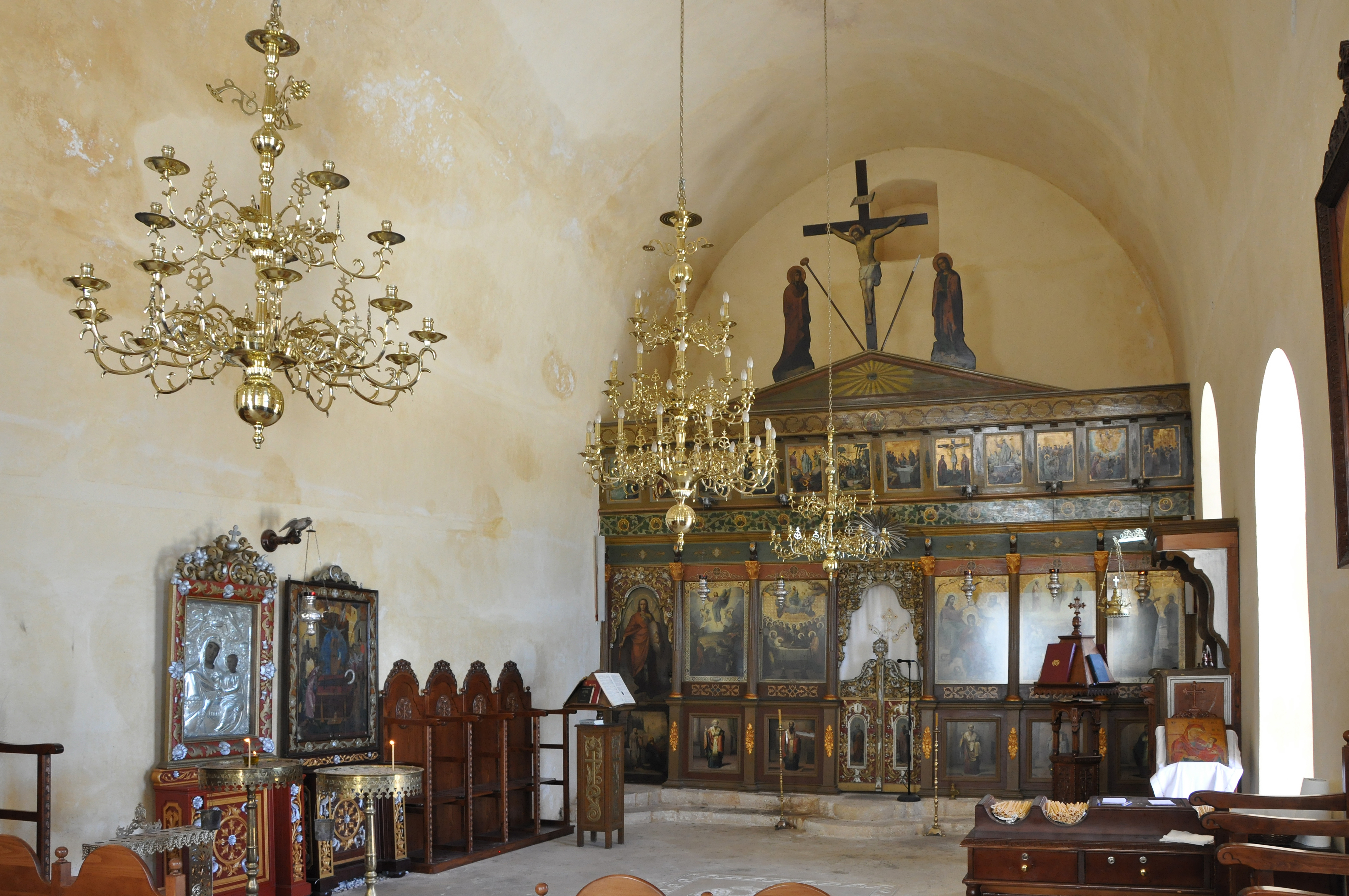
Innenseite der Klosterkirche

Das Kloster Panagia Chrysoskalitissa (griechisch Μονή Χρυσοσκαλίτισας) ist ein Kloster der Griechisch-Orthodoxen Kirche auf der Insel Kreta. Es liegt 72 km südwestlich von Chania entfernt auf dem Gebiet des Gemeindebezirks Innachori an der südwestlichen Küste Kretas auf einem Felsen, der 35 m über dem Meer herausragt.

## Geschichte
Das Kloster existierte wahrscheinlich schon zur Zeit der Venezianer, auch wenn es nur wenige Informationen gibt, die dies belegen können. In der venezianischen Zeit und unter den Osmanen soll das Kloster übrigens dem Heiligen Nikolaus geweiht worden sein.
Nach der Überlieferung sollen 1527 die Widerstandskämpfer Georgios und Petros Kantanoleon im Kloster begraben sein; sie sind Vorlage für das Werk «Kretische Hochzeiten» von Spyridon-Alkibiadis Zambelios.
Der Bau der heutigen Kirche begann am 9. Mai 1894. Sie wurde am 15. August desselben Jahres zum Patrozinium Maria Himmelfahrt eingeweiht. Das Kloster ist der Entschlafung der Jungfrau Maria und der Heiligen Dreifaltigkeit geweiht.
Der Überlieferung nach soll der Name Chrysoskalitissa daher rühren, dass eine der 98 Stufen, die zur Spitze des Klosters führen, aus Gold sein soll; daher der Name „Goldenes Treppchen“. Die Treppe wurde jedoch angeblich an die Türken verkauft, als diese die vom Sultan auferlegten Steuern zahlten. Die Legende besagt auch, dass zu Ostern 1824, nachdem die Ägypter in Elafonissi ein Massaker an Christen begangen hatten, muslimische Soldaten zum Kloster kamen, um es zu plündern. Am Eingang seien sie von einem Bienenschwarm angegriffen worden, was das Kloster vor der Plünderung bewahrt habe.
Während der türkischen Besetzung soll das Kloster illegal eine Schule für griechische Kinder beherbergt haben.
Im Jahr 1900 wurde das Kloster wie andere Klöster auf Kreta aufgelöst. Von 1940 bis 1944 war es ein Frauenkloster. Während der deutschen Besetzung der Insel beherbergte das Kloster mehrere Widerstandskämpfer, weshalb sich ab 1943 deutsche Soldaten dort niederließen, nachdem sie die Mönche vertrieben hatten. Sobald sich die Deutschen nach Kriegsende zurückzogen, kehrten 1944 Mönche in das Kloster zurück.
Das Kloster war bei der Rettung der schiffbrüchigen Passagiere der Imperatrix 1907 beteiligt.
Das Kloster gab dem in der Nähe angesiedelten Dorf Chrysoskalitissa (Χρυσοσκαλίτισσα) seinen Namen.